# Campeonato de Francia de Rugby 15 1959-60
El Campeonato de Francia de Rugby 15 1959-60 fue la 61.ª edición del Campeonato francés de rugby.
El campeón del torneo fue el equipo de FC Lourdes quienes obtuvieron su séptimo campeonato.

## Desarrollo

### Segunda Fase
| - Limoges - Toulon - Tulle - Montferrand - Racing - Castres - Carmaux - Lavelanet - Bayonne - Biarritz - Aurillac - Mont-de-Marsan - Saint-Claude - Agen - Saint-Girons - Dijon | - Cognac - Lourdes - Béziers - Cahors - Montauban - Roanne - SBUC - US Bressane - Graulhet - Tolouse Olympique EC - La Voulte - Vienne - Angoulême - Nantes - Lyon OU - Soustons |

| - Foix - Tyrosse - Toulouse - Vichy - Mazamet - Stade Niortais - Perpignan - La Rochelle - Grenoble - Hendaye - Dax - Chambéry - Stadoceste - Chalon - Boucau - Romans |